# Hanamaneri Inam, Badami
Hanamaneri Inam là một làng thuộc tehsil Badami, huyện Bagalkot, bang Karnataka, Ấn Độ.